# Podabrus nenoharanus
Podabrus nenoharanus es una especie de coleóptero de la familia Cantharidae.

## Distribución geográfica
Habita en Japón.